# Verfassung Südossetiens
Die derzeit gültige Verfassung der Republik Südossetien (russisch Конституция Республики Южная Осетия) ist die bereits zweite Verfassung im völkerrechtlich nicht anerkannten Staat. Sie wurde nach einem Referendum am 8. April 2001 eingeführt. Die weltweit von nur vier Staaten (Russland, Nicaragua, Venezuela und Nauru) anerkannte Republik Südossetien, die völkerrechtlich als Teil Georgiens gilt, hatte ihre erste Verfassung am 2. November 1993 eingeführt.

## Inhalt
Die Verfassung Südossetiens besteht aus 93 Artikeln, welche in neun Kapiteln gegliedert sind.
Daneben enthält sie auch Übergangsbestimmungen.

### Gliederung
1. Kapitel: Grundlagen des verfassungsmäßigen Systems der Republik Südossetien
2. Kapitel: Rechte, Freiheiten und Bürgerpflichten des Menschen und des Bürgers
3. Kapitel: Präsident der Republik Südossetien
4. Kapitel: Parlament der Republik Südossetien
5. Kapitel: Regierung der Republik Südossetien
6. Kapitel: Justizwesen der Republik Südossetien
7. Kapitel: Amt des Staatsanwaltes der Republik Südossetien
8. Kapitel: Lokale staatliche Verwaltung und Selbstverwaltung
9. Kapitel: Verfassungsänderungen und Revision der Verfassung der Republik Südossetien

- Übergangsbestimmungen